# Edmund Hirst
Edmund Langley Hirst (21 juillet 1898 - 29 octobre 1975), est un chimiste britannique.

## Biographie
Hirst est né à Preston, Lancashire le 21 juillet 1898, fils d'Elizabeth Langley et du révérend Sim Hirst (1856-1923), un pasteur baptiste. Il fait ses études à Burnley, Northgate Grammar School, Ipswich, Madras College à St Andrews, puis étudie la chimie à l'Université de St Andrews avec une bourse Carnegie.
Pendant la Première Guerre mondiale, il est enrôlé en 1917 et persuade les autorités de le renvoyer à l'Université de St Andrews pour étudier le gaz moutarde. Pour la dernière année, il sert avec la Brigade spéciale des Royal Engineers en France. De retour à l'université en février 1919, il obtient alors son BSc, suivi d'un doctorat (PhD) en 1921. En 1923, il commence à donner des cours à l'Université de Manchester et en 1924, il se rend au Armstrong College de Newcastle-upon-Tyne où il aide Norman Haworth en 1934 lorsqu'il devient le premier à synthétiser la vitamine C.
En 1947, il s'installe à l'Université d'Édimbourg et, en 1948, il est élu membre de la Royal Society of Edinburgh avec comme proposants James Pickering Kendall, Edmund Percival, Thomas Robert Bolam et David Bain. Il est vice-président de la Société de 1958 à 1959 et président de 1959 à 1964. Il remporte le prix Gunning Victoria Jubilee de 1960 à 1964 .
Il occupe la chaire Forbes de chimie organique à l'Université d'Édimbourg et y est chef de département de 1959 à 1968. Il est anobli en 1964.
Hirst reçoit un doctorat honorifique de l'Université Heriot-Watt en 1968 .
En 1973, Hirst développe la maladie de Hodgkin et sa santé se détériore progressivement jusqu'à sa mort à Édimbourg le 29 octobre 1975 .

### Recherches
Les recherches de Hirst sont approfondies et aboutissent à plus de 260 publications. Lui et ses collègues déterminent la structure de tous les mono-, di-, oligo- et polysaccharides connus ; et travaillent sur la composition et les structures des fructanes, des amidons et des glycogènes, des hémicelluloses, des mucilages d'algues, et des gommes d'exsudat et des polysaccharides apparentés. De plus, ils synthétisent des éthers mono-, di- et tri-méthyliques authentiques d'acides arabinose, xylose, fucose, fructose, mannuronique, galacturonique et glucuronique. 

## Famille
Il se marie deux fois. En 1925, il épouse Beda Winifred Phoebe Ramsay. Elle est hospitalisée en raison d'une maladie mentale en 1937. Le mariage est dissous en 1948 et Beda est décédé à Glasgow en 1962. Hirst s'est remarié l'année suivante avec Kathleen (Kay) Jenny Harrison. Il n'a pas d'enfants de l'un ou l'autre mariage.